# St. Gallen Bears
Die St.Gallen Bears sind ein American-Football-Club in St. Gallen, der offiziell im Jahr 2012 gegründet wurde.
Die Tradition von American Football Clubs in St.Gallen ist gross. Aufgrund von damaligen Fusionen und Auflösungen von verschiedenen Vereinen wurden die Bears 2012 neu gegründet. Die im Swiss Bowl erfolgreichen St.Gallen Raiders (Champions 1990 und 1992), die Turgovia Lions und die aus einer Fusion resultierenden St.Gallen Vipers (Swiss Bowl Champions 1997 bis 2000) sind ehemalige Vereine, auf deren Basis die Bears gegründet wurden.
Die Bears spielten seit 2017 in der League B und stiegen 2023 nach einem Sieg gegen die Argovia Pirates in die NLA auf. Sie sind Mitglied im Schweizerischen American Football Verband.

## Allgemeines
Nach der offiziellen Auflösung der St.Gallen Vipers am 7. November 2008 wurde der Verein vier Jahre später (2012) unter dem Namen AFC St.Gallen Bears neu gegründet. Im Jahr 2013 folgte die erste Teilnahme in der League B. In der Saison 2017 konnte nach einer perfekten Saison der Aufstieg in die League B realisiert werden.
Als zweiter Verein in der Schweiz gründeten die St.Gallen Bears im Jahr 2017 eine Damenmannschaft.

## Erfolge
Der grösste Erfolg als St. Gallen Bears ist der Aufstieg in die NLA. Der Aufstieg gelang im Jahr 2023. 
- Aufstieg in die NLB: 2017
- Meister NLB        : 2022
- Meister NLB        : 2023
- Aufstieg in die NLA: 2023

## Teams
Tackle:
- Seniors
- Ladies
- U19

Flag: 
- Ultimate
- Ladies
- U16
- U13